# Трілліан Макміллан
Тріша Макміллан, або Трілліан — вигаданий персонаж з циклу гумористичних науково-фантастичних романів британського письменника Дугласа Адамса, відомих під загальною назвою «Путівник Галактикою» або «Путівник Галактикою для космотуристів». Судячи з кіноверсії, друге ім'я Тріши — Мері.

## Зовнішність
У першій книзі серії (розділ 4) описана її зовнішність: гуманоїдної раси, струнка, смаглява, з довгим чорним хвилястим волоссям, повними губами, кирпатим носиком і карими очима.
На Дамограні вона носила довгу коричневу переливчасту сукню і пов'язувала на голові шарф. (I-4)

## Радіопостановка
В радіопостановках Трілліан була викрадена і насильно видана заміж за президента Анголіанської Голови Галактичного клубу ділових людей, у зв'язку з чим в подальших постановках вона не з'являлася. У пізніших радіопостановках було сказано, що все це, швидше за все, відбувалося в штучному всесвіті в межах офісів «Путівника».

## Романи
Зафод зустрів її «під час одного зі своїх круїзів інкогніто». Потім вона опинилася на Дамограні, де будували корабель «Золоте серце». Вона часто супроводжувала Біблброкса і «завжди говорила йому все, що вона про нього думає».
Трілліан — прекрасний математик і астрофізик. На одній вечірці десь в Іслінгтоні з нею спробував завести розмову Артур Дент, головний герой книг, проте йому завадив президент галактики Зафод Біблброкс, з яким Трілліан згодом залишила вечірку. Він і відповідальний за прізвисько «Трілліан». Її наступна зустріч з Артуром сталася на зорельоті «Золоте серце» через шість місяців після нещасливої вечірки і незабаром після знищення планети Землі вогонами.
Вона рятує Всесвіт від кріккітян і стає репортером Трілліан Астра.

## Фільм
В чернетках сценарію для кіноверсії Трілліан була напівлюдиною, що було повною розбіжністю з тим, що писав Дуглас Адамс. Зробити Трілліан напівлюдиною хотіли здебільшого для підкреслення самотності Артура Дента, який залишився єдиною повноцінною людиною після знищення Землі.
Події, показані в кіноверсії, відрізняються від описаних Адамсом в його книгах. У фільмі головна емоційна інтрига розгортається навколо любовного трикутника між Трілліан, Артуром і Зафодом. Спочатку Артур привернув увагу Трілліан, коли вони зустрілися на Землі, проте вона розчарувалася в ньому внаслідок його нерішучості. під час їхньої подорожі Трілліан зрозуміла, що Зафод був би цікавішим варіантом для неї, однак тільки Артур по-справжньому думав про неї. В книгах Трілліан була матір'ю Рендом Дент, їхньої з Артуром «випадкової дочки».

## За лаштунками
В радіопостановках роль Трілліан виконала Сьюзен Шерідан, в телевізійному серіалі — Сандра Дікінсон, яка також взяла участь у пізніх радіопостановках. В кіноверсії Трішу зіграла Зоуї Дешанель.
На честь Трілліан був названий інтернет-месенджер Trillian. Назва четвертої версії цього месенджера — Astra — також є відсиланням до роману Адамса.